# O Vento Norte e o Sol
O Vento Norte e o Sol é uma das Fábulas de Esopo (Índice Perry 46). É do tipo 298 (Vento e Sol) na classificação de Aarne-Thompson dos contos populares. A moral que ensina sobre a superioridade da persuasão sobre a força tornou a história amplamente conhecida. Ele também se tornou um texto escolhido para transcrições fonéticas.

## História e aplicação

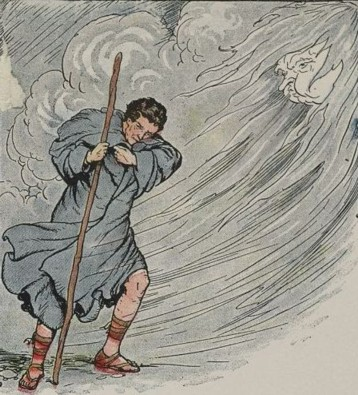
O vento tenta tirar o manto do viajante, ilustrado por Milo Winter em uma antologia de Esopo de 1919.

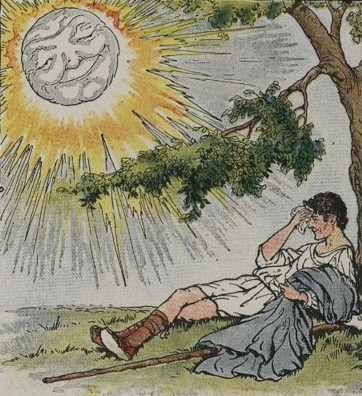
O sol convence o viajante a tirar sua capa

A história diz respeito a uma competição entre o Vento Norte e o Sol para decidir qual é o mais forte dos dois. O desafio era fazer um viajante que passasse remover seu manto. Por mais que o Vento do Norte soprasse, o viajante apenas apertou mais o manto para se manter aquecido, mas quando o Sol brilhou, o viajante foi tomado pelo calor e logo tirou o manto.
A fábula era bem conhecida na Grécia Antiga; Ateneu registra que Hierónimo de Rodes, em suas Notas Históricas, citou um epigrama de Sófocles contra Eurípides que parodiou a história de Hélios e Bóreas. Relatou como Sófocles teve seu manto roubado por um menino a quem ele havia feito amor. Eurípides brincou que ele também teve aquele menino, e isso não lhe custou nada. A resposta de Sófocles satiriza os adultérios de Eurípides: "Era o Sol, e não um menino, cujo calor me desnudava; quanto a você, Eurípides, quando beijava a esposa de outra pessoa, o Vento do Norte te encurralou. Você não é sábio, você que semeiam no campo de outro, para acusar Eros de ser um ladrão de arrebatar".
A versão latina da fábula apareceu pela primeira vez séculos depois em Aviano, como De Vento et Sole (Do vento e do sol, Fábula 4); versões antigas em inglês e a versão poética de Johann Gottfried Herder em alemão (Wind und Sonne) também o deram como tal. Foi somente em meados da era vitoriana que o título "O Vento Norte e o Sol" começou a ser usado. De fato, o poema de Aviano se refere aos personagens como Bóreas e Fivos, as divindades do vento norte e do sol, e foi sob o título Phébus et Borée que apareceu nas Fábulas de La Fontaine.
Gilles Corrozet, que compilou uma coleção de fábulas em versos franceses antes de La Fontaine, apresentou o concurso entre o sol e o vento em seus livros de insígnias. Na Hecatomgraphie (1540), a primeira delas, a história é contada em uma quadra, acompanhada de uma xilogravura na qual um homem segura um manto de pele sob a explosão invernal, enquanto do outro lado ele se desnuda sob os raios do sol. É intitulado com a moral "Mais pela gentileza do que pela força" (Plus par doulceur que par force). A mesma ilustração foi usada para acompanhar outro poema em Emblemes (1543), obra posterior de Corrozet, que aconselha tomar prazer e ser cuidadoso como necessidade, adaptando-se sabiamente às circunstâncias da mesma maneira que se veste de maneira diferente para o inverno do que para o verão.
As versões vitorianas da fábula dão a moral como "A persuasão é melhor que a força", mas ela foi colocada de maneiras diferentes em outros momentos. Na edição de Barlow de 1667, Aphra Behn ensinou a lição estóica que deveria haver moderação em tudo: "Em toda paixão, moderação escolhe, / Para todos os extremos, produz efeitos ruins,". No século XVIII, Herder chegou à conclusão teológica de que, enquanto a força superior nos deixa frios, o calor do amor de Cristo o dissipa, e a versão limericana de Walter Crane (1887) dá uma interpretação psicológica: "A verdadeira força não é fanfarronice". Mas para Guy Wetmore Carryl, em sua divertida reescrita da fábula "A Brisa Impetuosa e o Sol Diplomático", o tato é a lição a ser aprendida. Lá a competição é entre o homem e o vento; o sol só demonstra o caminho certo para alcançar o objetivo.
Enquanto a maioria dos exemplos traz uma lição moral, a "Suavidade mais do que a violência" de La Fontaine (Fábulas VI.3) sugere a aplicação política que estava presente também na conclusão de Aviano: "Eles não podem vencer quem começa com ameaças". Há evidências de que essa leitura teve uma influência explícita sobre a diplomacia dos tempos modernos: na Política do Sol da Coreia do Sul, por exemplo, ou nas relações japonesas com o regime militar em Mianmar.

## A fábula nas artes
Jean Restout fez uma pintura da fábula de La Fontaine para o Hôtel de Soubise em 1738, mostrando um viajante a cavalo entre as montanhas sob um céu tempestuoso. Em sua impressão do mesmo assunto, Jean-Baptiste Oudry inverteu a perspectiva para mostrar Deus em uma carruagem de nuvem com o viajante a cavalo sendo apenas uma pequena figura abaixo. Essa também era a perspectiva da aquarela de Gustave Moreau, de 1879, na série que ele pintou sobre as fábulas. Nos tempos modernos, a fábula foi transformada em um filme animado de 3 minutos para crianças pelo National Film Board of Canada (1972). Também figurou como parte de um conjunto de selos gregos de 1987.

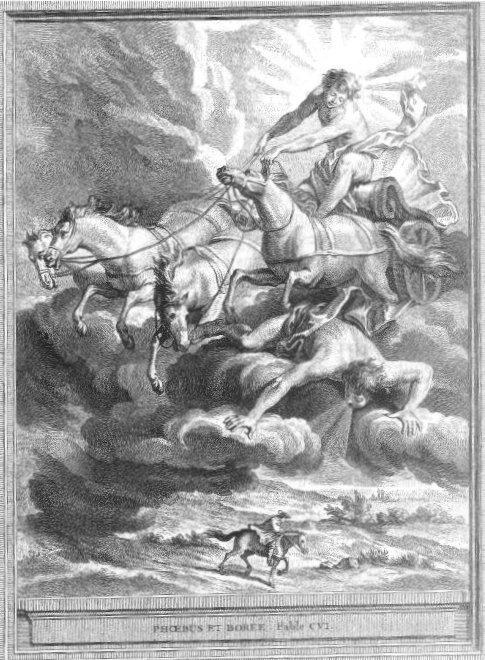
Interpretação cósmica de Jean-Baptiste Oudry da fábula de La Fontaine, 1729/34

A fábula foi o terceira de cinco das "Fábulas de Esopo" de Anthony Plog como narrador, pianista e trompetista (1989/93); é também uma das cinco peças de "Fábulas de Esopo", de Bob Chilcott, no piano e coro (2008). E, sob o título "O Vento e o Sol", o compositor inglês Philip Godfrey (n.1964) criou uma peça para coral infantil e piano.
Phébus et Borée, de La Fontaine, foi coreografado em 2006 por Karine Ponties como parte da produção de balé composto de Annie Sellem sobre as fábulas de La Fontaine como uma performance de 25 minutos para dançarinos masculino e feminino. Sua criadora comentou sobre o tema da fábula que 'demonstra a vulnerabilidade das pessoas às forças cósmicas e os elos internos que existem entre os eventos naturais e nossa vida como humanos'. Mas para a artista escocesa Jane Topping (n. 1972), que referenciou "O Vento Norte e o Sol" em sua peça de 2009, a fábula deve ser interpretada no contexto da persuasão subliminar por meio de imagens.
Em 2011, Anat Pollack usou ballet solo como parte de sua vídeo-peça "The North Wind and the Sun", abordando os mesmos temas de Karine Ponties e Jane Topping. Sua declaração artística indica que 'sistemas avançados de comunicação e informação estão alterando a forma como a informação é interpretada e percebida. As interações dentro de nossos ambientes são cada vez mais baseadas em informações, efêmeras e menos concretas. Para entender como essas mudanças estão impactando nossos espaços pessoais e sociais, concentrei-me em um estudo do processamento de informações e no modo como a memória funciona para localizar o indivíduo em seu mundo'.

## Uso em demonstrações fonéticas
A fábula é famosa pelo seu uso nas descrições fonéticas das línguas como ilustração da linguagem falada. No Manual da Associação Internacional de Fonética e no Jornal da Associação Internacional de Fonética, uma tradução da fábula em cada idioma descrito é transcrita no Alfabeto Fonético Internacional. É recomendado pelo AFI com o objetivo de obter todos os contrastes fonêmicos que ocorram em inglês durante a realização de testes por usuários estrangeiros ou de uso regional. Por exemplo, a descrição do inglês americano no Manual da Associação Internacional de Fonética inclui o seguinte como texto de exemplo:
Transcrição ampla
ðə ˈnoɹθ ˌwɪnd ən (ð)ə ˈsʌn wɚ dɪsˈpjutɪŋ ˈwɪtʃ wəz ðə ˈstɹɑŋɡɚ, wɛn ə ˈtɹævəlɚ ˌkem əˈlɑŋ ˈɹæpt ɪn ə ˈwoɹm ˈklok.
ðe əˈɡɹid ðət ðə ˈwʌn hu ˈfɚst səkˈsidəd ɪn ˈmekɪŋ ðə ˈtɹævəlɚ ˈtek ɪz ˈklok ˌɑf ʃʊd bi kənˈsɪdɚd ˈstɹɑŋɡɚ ðən ðɪ ˈəðɚ.
ðɛn ðə ˈnoɹθ ˌwɪnd ˈblu əz ˈhɑɹd əz i ˈkʊd, bət ðə ˈmoɹ hi ˈblu ðə ˈmoɹ ˈklosli dɪd ðə ˈtɹævlɚ ˈfold hɪz ˈklok əˈɹaʊnd ɪm;
ˌæn ət ˈlæst ðə ˈnoɹθ ˌwɪnd ˌɡev ˈʌp ði əˈtɛmpt. ˈðɛn ðə ˈsʌn ˈʃaɪnd ˌaʊt ˈwoɹmli ənd ɪˈmidiətli ðə ˈtɹævlɚ ˈtʊk ˌɑf ɪz ˈklok.
ən ˈso ðə ˈnoɹθ ˌwɪnd wəz əˈblaɪʒ tɪ kənˈfɛs ðət ðə ˈsʌn wəz ðə ˈstɹɑŋɡɚ əv ðə ˈtu.
Transcrição limitada (diferenças enfatizadas)
ðə ˈnɔɹθ ˌwɪnd ən ə ˈsʌn wɚ dɪsˈpjuɾɪŋ ˈwɪtʃ wəz ðə ˈstɹɑŋɡɚ, wɛn ə ˈtɹævlɚ ˌkem əˈlɑŋ ˈɹæpt ɪn ə ˈwɔɹm ˈklok.
ðe əˈɡɹid ðət ðə ˈwʌn hu ˈfɚst səkˈsidəd ɪn ˈmekɪŋ ðə ˈtɹævlɚ ˈtek ɪz ˈklok ˌɑf ʃʊd bi kənˈsɪdɚd ˈstɹɑŋɡɚ ðən ðɪ ˈʌðɚ.
ðɛn ðə ˈnɔɹθ ˌwɪnd ˈblu əz ˈhɑɹd əz hi ˈkʊd, bət ðə ˈmɔɹ hi ˈblu ðə ˈmɔɹ ˈklosli dɪd ðə ˈtɹævlɚ ˈfold hɪz ˈklok əˈɹaʊnd hɪm;
ˌæn ət ˈlæst ðə ˈnɔɹθ ˌwɪnd ˌɡev ˈʌp ði əˈtɛmpt. ˈðɛn ðə ˈsʌn ˈʃaɪnd ˌaʊt ˈwɔɹmli ənd ɪˈmidiətli ðə ˈtɹævlɚ ˈtʊk ˌɑf ɪz klok.
ən ˈso ðə ˈnɔɹθ ˌwɪnd wəz əˈblaɪʒ tɪ kənˈfɛs ðət ðə ˈsʌn wəz ðə ˈstɹɑŋɡɚ əv ðə ˈtu.
Versão ortográfica
O Vento Norte e o Sol estavam discutindo qual era o mais forte, quando um viajante chegou envolto em um manto quente.
    Eles concordaram que aquele que conseguisse fazer com que o viajante tirasse sua capa deveria ser considerado mais forte que o outro.
    Então o Vento Norte soprou o mais forte que pôde, mas quanto mais ele soprou mais de perto, o viajante dobrou o manto ao redor dele;
    e finalmente o Vento Norte desistiu da tentativa. Então o sol brilhou calorosamente e imediatamente o viajante tirou a capa.
    E assim o Vento Norte foi obrigado a confessar que o Sol era o mais forte dos dois.
A fábula também foi proposta como um texto paralelo na linguística comparada, pois fornece uma linguagem mais natural do que o Pai Nosso. Além disso, as falas improvisadas podem indicar diferenças em idiomas como dialetos ou variedades nacionais. O exemplo acima, por exemplo, é shined enquanto no inglês britânico é usado shone. O manual anterior da IPA transcreveu como shone nas versões do Sul Britânico e Escocesa, mas transcreveu como shine para a versão em inglês americano.